# Папа Целестин IV
Папа Целестин IV (лат. Caelestinus IV; Милано - Рим, 17. новембар 1241) је био 179. папа од 1. новембра 1241. до 10. новембра 1241.